# Hassayampa Inn
L'Hassayampa Inn est un hôtel américain situé à Prescott, en Arizona. Ouvert en 1927, cet établissement est inscrit au Registre national des lieux historiques depuis le 29 novembre 1979 et est membre des Historic Hotels of America depuis 1996.